# قهرمانی پائولیستا
سری آ۱ قهرمانی پائولیستا که معمولاً به عنوان قهرمانی پائولیستا شناخته می‌شود، با نام مستعار پائولیستا، لیگ برتر فوتبال حرفه‌ای ایالتی در ایالت سائوپائولو برزیل است. این لیگ که توسط فدراسیون فوتبال پائولیستا (FPF) اداره می‌شود، با ۱۶ باشگاه برگزار می‌شود و معمولاً از ژانویه تا آوریل ادامه دارد. رقابت بین چهار تیم از شناخته شده‌ترین تیم‌های برزیل (کورینتیانس، پالمیراس، سانتوس و سائوپائولو) تاریخ این رقابت‌ها را رقم زده است. قهرمانی پائولیستا قدیمی‌ترین لیگ تاسیس شده در برزیل است که از سال ۱۹۰۲ و به صورت حرفه‌ای از سال ۱۹۳۳ برگزار می‌شود.

## قهرمانان

### عناوین بر اساس تیم
| باشگاه                | قهرمان | نایب قهرمان |
| --------------------- | ------ | ----------- |
| کورینتیانس            | ۳۱     | ۲۱          |
| پالمیراس              | ۲۶     | ۲۸          |
| سائو پائولو           | ۲۳     | ۲۵          |
| سانتوس                | ۲۲     | ۱۳          |
| پائولیستانو           | ۱۱     | ۱۰          |
| SPAC                  | ۴      | ۰           |
| پورتوگیزا             | ۳      | ۴           |
| AA das Palmeiras      | ۳      | ۰           |
| Germânia              | ۲      | ۳           |
| Americano             | ۲      | ۳           |
| SC Internacional (SP) | ۲      | ۲           |
| ایتوانا               | ۲      | ۱           |
| AA São Bento          | ۲      | ۱           |
| سائو کتانو            | ۱      | ۱           |
| Inter de Limeira      | ۱      | ۰           |
| رد بول براگانتینو     | ۱      | ۰           |
| اتلتیکو یوونتوس       | ۱      | ۰           |
| آلبیون                | ۱      | ۰           |